# Phaloria rava
Phaloria rava är en insektsart som beskrevs av Andrej Vasiljevitj Gorochov 1996. Phaloria rava ingår i släktet Phaloria och familjen syrsor. Inga underarter finns listade i Catalogue of Life.